# Damien Scaccianoce
Damien Scaccianoce, né le 23 mai 1980 à Marseille, est un handballeur français évoluant au poste d'ailier droit.

## Biographie
Originaire de Marseille, Scaccianoce effectue un sport-études dans la cité phocéenne. Après plusieurs approches, le Montpellier Handball (MHB) le recrute en centre de formation en 1997 et il fait ses débuts en professionnel un an plus tard. Surnommé « Mimo », il fait partie du groupe victorieux en Ligue des champions en 2003 avec le MHB.
Après un court passage au Istres Provence Handball, il rejoint l'USAM Nîmes Gard en 2006. L'ailier droit devient alors un joueur emblématique du club. Après neuf saisons passées sous le maillot vert, il y termine sa carrière professionnelle en 2015.
Après avoir disputé les Jeux méditerranéens de 2005 avec l'équipe de France, il est sélectionné en 2008 afin de participer au championnat d'Europe. Cependant, sa blessure pendant la préparation l'empêche de prendre part à la compétition.

## Palmarès

### En club
Compétitions internationales
- Vainqueur de la Ligue des champions (1) : 2003

Compétitions nationales
- Vainqueur du championnat de France (3) : 2002, 2003, 2004
- Vainqueur de la coupe de France (2) : 2002, 2003
- Vainqueur du championnat de France de deuxième division (1) : 2013